# Héctor Zelada
Héctor Miguel Zelada Bertoqui (Maciel, 30 aprile 1957) è un ex calciatore argentino, Campione del Mondo con la Nazionale argentina nel 1986.

## Carriera

### Club
Debuttò nel campionato di calcio argentino nel 1975 con il Rosario Central, club nel quale rimase fino al 1979, anno nel quale si trasferì in Messico, al Club América. Con la società di Città del Messico vinse due campionati nazionali e una CONCACAF Champions' Cup, nel 1987. Chiuse la carriera nel 1988 con la maglia del l'Atlante.

### Nazionale
Partecipò al campionato del mondo 1986 come terzo portiere, vincendo il titolo mondiale senza mai giocare e senza nemmeno giocare un minuto con la maglia della nazionale albiceleste nel corso della sua intera carriera, condivide questo record con Giuseppe Cavanna che vinse i mondiali del 1934 da riserva di Gianpiero Combi.

## Palmarès

### Club

#### Competizioni nazionali
- Campionato messicano: 2

América: 1984, 1985

#### Competizioni internazionali
- CONCACAF Champions' Cup: 1

América: 1987

### Nazionale
- Campionato mondiale: 1

Messico 1986

### Individuale
- Pallone d'oro (Messico): 1

1983-1984